# Alwin M. Pappenheimer
Alwin Max Pappenheimer Junior (* 25. November 1908 in Cedarhurst (New York); † 21. März 1995 in Cambridge (Massachusetts)) war ein US-amerikanischer Chemiker, Immunologe und Bakteriologe, bekannt für Forschungen zu bakteriellen Toxinen, insbesondere dem Diphtherietoxin, dessen Erforschung er seine wissenschaftliche Karriere widmete.
Er war der Sohn eines bekannten Pathologen an der Medizinischen Fakultät der Columbia University gleichen Namens, sein Bruder war der Physiologe John Pappenheimer. Pappenheimer studierte ab 1925 an der Harvard University, wo er einer der ersten Studenten im neu eingerichteten Biochemie-Studiengang war und 1932 in Organischer Chemie promoviert wurde. Er tat sich auch als Ruderer gegen Yale hervor. Als Post-Doktorand war er zwei Jahre im Labor von Henry Dale des National Institute of Medical Research in London. Als Wissenschaftler am Massachusetts State Antitoxin and Vaccine Laboratory in Jamaica Plains, wo er ab 1935 war, gelang ihm die Isolierung und Darstellung des Diphtherietoxins in kristalliner Form. Ab 1938 war er Assistant Professor für Bakteriologie an der University of Pennsylvania und ab 1941 auf Einladung von Colin MacLeod an der New York University, wo beide eine Abteilung für Mikrobiologie aufbauten. Im Zweiten Weltkrieg forschte er als Captain im Medical Corps in militärischen Forschungslaboratorien im Südpazifik in Bakteriologie. 1945 setzte er seine Arbeit als Professor in der Abteilung Immunologie und Bakteriologie der New York University fort. 1956 war er dort Vorstand der Abteilung Mikrobiologie. Ab 1958 war er Professor für Biologie in Harvard (und Vorstand des Board of Tutors in Biochemical Sciences), wo er bis über seine Emeritierung 1979 hinaus forschte. Er forschte in den 1950er Jahren weiter am Diphtherietoxin und dem Mechanismus, mit dem es Zellen schädigt. Unter anderem fand er mit Mitarbeitern, das es die Proteinsynthese hemmt. Zu seinen Mitarbeitern zählte auch sein Schüler und späterer Kollege R. John Collier.
1941 erhielt er den Eli Lilly and Company Research Award. Er war Mitglied der National Academy of Sciences und der American Academy of Arts and Sciences (1957) sowie 1954/1955 Präsident der American Association of Immunologists. 1990 erhielt er mit John Collier den Paul-Ehrlich-und-Ludwig-Darmstaedter-Preis.
Er war seit 1938 mit Pauline Forbes verheiratet. Das Paar hatte zwei Töchter und einen Sohn.